# Туулемяе
Туулемяе (ест. Tuulemäe), також Туулимяе (ест. Tuulõmäe) — село в Естонії, входить до складу волості Киллесте, повіту Пилвамаа.